# Sony Alpha 380
α 350 α 390
Le Sony Alpha 380 (typographié α 380) est un reflex d'entrée de gamme commercialisé à partir du premier trimestre 2009 par Sony.